# Mister Fantastic
Pan Fantastyczny (ang. Mister Fantastic), właśc. Reed Richards – jedna z głównych postaci komiksów Marvela o Fantastycznej Czwórce, członek i przywódca tej grupy.
Reed Richards był utalentowanym naukowcem. Wraz z przyjacielem, Benem Grimmem i dziewczyną, Susan Storm oraz jej bratem Johnnym wyruszył w podróż kosmiczną, by odkryć tajemnicę kodu genetycznego człowieka. W przestrzeni wystąpił wybuch nieznanej energii. Pod jej wpływem badacze posiedli nadprzyrodzone moce, które odmieniły ich życie. Przyjaciele stali się Fantastyczną Czwórką, na której czele stanął Reed, jako Pan Fantastyczny (Mister Fantastic). Jego ciało mogło się teraz rozciągać jak guma, lecz wybitny intelekt miał również zasadnicze znaczenie w jego superbohaterskiej działalności.

## Odtwórcy roli
Postać Reeda pojawiła się w takich filmach o Fantastycznej Czwórce z 1994, 2005, 2007 oraz 2015 roku. Pojawił się także w należącym do MCU Doktor Strange w multiwersum obłędu z 2022 roku. W postać tę wcielili się kolejno: Alex Hyde-White, Ioan Gruffudd, Miles Teller oraz John Krasinski.